# 善応寺 (美濃市)
善應寺（ぜんのうじ）は岐阜県美濃市吉川町にある曹洞宗の寺院。山号は慈雲山。

## 歴史
元和2年（1616年）、豊臣方について滅亡した佐藤氏の菩提を弔うために築かれ、
寛文8年（1668年）、関市にある龍泰寺十八世の長霊正鎮を招き曹洞宗の寺院となった。
江戸時代中期に十一世住持となった玄透即中は後に永平寺五十世となり、その再建に尽くしたことにより永平寺中興の祖と称えられた。
寺内にはその墓が設けられている。文政12年（1829年）、火災に見舞われ一部を除き焼け落ちたため、その後建て直された。
先に挙げた玄透禅師の墓の他、円空作誕生仏と阿弥陀来迎図が美濃市の文化財に指定されている。
境内に弘法堂があり、中濃八十八ヶ所霊場三十六番札所となっている。